# Шарль Обер де Ла Шене
Шарль Обер де Ла Шене (фр. Charles Aubert de La Chesnaye 12 лютого 1632 — 20 вересня 1702) — французький підприємець, який діяв у Канаді. Найбагатший фінансист і бізнесмен Нової Франції, він відігравав важливу роль в економічному житті колонії (таких сферах як її торгівля, фінанси, промисел хутра, рибальство та сільське господарство), володів кількома сеньйоріями та був членом Суверенної ради Нової Франції. У 1682 році він заснував (переважно невдалу) Compagnie du Nord, щоб конкурувати з компанією Гудзонової затоки. Його називали «головним бізнесменом і найбільшим землевласником колонії». Кілька місць у провінції Квебек і Квебек-Сіті названо на його честь, а в 1971 році він був визнаний однією з осіб національного історичного значення Канади. Серед його нащадків – письменник Філіп-Жозеф Обер де Ґаспе.